# 宋附
宋附（1542年—1601年），字仲翼，四川成都後衛軍籍，江西南昌府豐城縣人，明朝政治人物。

## 生平
嘉靖三十七年（1558年）戊午科四川鄉試第三十名舉人，萬曆五年（1577年）中式丁丑科會試第一百六十二名，三甲第九十五名進士。授石首縣知縣，升雲南府知府。

## 家族
曾祖宋禎，都指揮；祖父宋文，都指揮；父宋師顏。母孫氏；繼母彭氏。永感下。兄宋隆、宋隱、宋陟，弟宋陪、宋陞、宋階。